# August Enderle
August Enderle (* 5. August 1887 in Feldstetten, Württemberg; † 2. November 1959 in Köln) war ein deutscher sozialistischer Politiker, Gewerkschafter und Journalist.

## Leben
Der aus einer Feldstetter Küferfamilie stammende Enderle absolvierte eine Mechanikerlehre und arbeitete zunächst als Dreher in Stuttgart, wo er sich 1910 der SPD und dem Deutschen Metallarbeiter-Verband (DMV) anschloss. Der Kriegsgegner Enderle wurde 1915 zum Militär eingezogen und blieb bis zur Novemberrevolution Soldat. 1917 wurde er Mitglied der USPD. 1919 trat er der KPD bei, wo Jacob Walcher auf ihn aufmerksam wurde und ihn 1921 für die Gewerkschaftsredaktion der Roten Fahne warb, wo er bis 1928 wie auch für die Gewerkschaftsabteilung des KPD-Zentralkomitees arbeitete. 1922 bis 1923 fungierte er zusätzlich als deutscher Vertreter im Vorstand der Roten Gewerkschafts-Internationale (RGI) in Moskau. Zu gewerkschaftlichen Themen publizierte er auch im theoretischen KPD-Organ die Internationale und im Komintern-Organ Inprekorr.
1928 wurde er als Anhänger des „rechten Parteiflügels“ um Heinrich Brandler und August Thalheimer aus der KPD ausgeschlossen, auf dem Kongress der RGI in Moskau im gleichen Jahr trat er gegen die stalinistische und ultralinke Linie der Komintern-Führung auf und wurde deswegen einige Tage dort festgehalten. Vor allem richtete sich seine konkrete Kritik gegen die Auswirkungen der eigenständigen kommunistischen Gewerkschaftspolitik im Rahmen der Revolutionären Gewerkschafts-Opposition (RGO). Enderle zählte Ende 1928 zu den Mitbegründern der KPO, gehörte hier 1931/32 zur Minderheit um Walcher, Paul Frölich und Rosi Wolfstein, welche 1932 zur Sozialistischen Arbeiterpartei Deutschlands (SAPD) übertrat. Der Hintergrund der Streitigkeiten lag erneut in Meinungsverschiedenheiten um die Frage, wie mit der Politik der RGO umzugehen sei. Enderle wandte sich erneut selbst gegen eine punktuelle Zusammenarbeit an der Basis, während die KPO-Mehrheitsströmung sich nicht grundsätzlich einer Zusammenarbeit verweigern wollte. In der SAPD war Enderle Mitglied der Redaktion der Tageszeitung der Partei Sozialistische Arbeiter-Zeitung.
Nach dem Reichstagsbrand 1933 leitete er zunächst an Stelle des ermordeten Ernst Eckstein die illegale Arbeit der SAPD im Raum Breslau, emigrierte dann 1934 über die Niederlande und Belgien nach Stockholm, wo er die dortige Exilgruppe der SAPD leitete, gemeinsam mit der ITF politische Arbeit unter deutschen Seeleuten verrichtete und sich an der Volksfront-Bewegung 1936–38 beteiligte. Beruflich arbeitete Enderle in Schweden wieder als Dreher und war aktives Mitglied der dortigen Metallarbeitergewerkschaft. 1942 zählte er zu den Gründern der Landesgruppe deutscher Gewerkschafter in Schweden und war u. a. gemeinsam mit Willy Brandt in den letzten Kriegsjahren für die Wiederannäherung des SAPD-Exils an die SPD mitverantwortlich.
Im Juni 1945 konnte Enderle mit Unterstützung der ITF als einer der ersten Exilanten nach Deutschland zurückkehren. Er ließ sich zunächst in Bremen nieder, wo er, unter Beibehaltung linkssozialistischer Positionen, der SPD beitrat und sich am Aufbau der Gewerkschaften und der Kampfgemeinschaft gegen den Faschismus beteiligte. In dieser Periode versuchte Wilhelm Pieck persönlich, August Enderle wieder für die KPD zu gewinnen. Weiterhin arbeitete er als Journalist unter anderem als Gewerkschaftsredakteur für den Weser-Kurier und nach seiner Übersiedlung nach Köln 1947 als Chefredakteur für die DGB-Organe Der Bund und Die Quelle und stand der Gewerkschaft der Journalisten als Vorsitzender und später als Ehrenvorsitzender vor. August Enderle starb 1959; zu den Trauergästen gehörte auch sein langjähriger Mitstreiter in der SAPD, Willy Brandt.
Das "rote Gewerkschaftsbuch" aus dem Jahre 1932 wird auch heute noch als wichtiges Zeitdokument einer Einheitsfrontpolitik mit der Sozialdemokratie gegen den aufkommenden Nationalsozialismus angesehen.
August Enderle war seit 1932 mit der Gewerkschafterin Irmgard Enderle, geborene Rasch verheiratet, die seinen politischen Weg teilte.

## Werke
- Die Gewerkschaftsbewegung. Ein Leitfaden für die proletarische Gewerkschaftsarbeit. Berlin 1926.
- Kampf um den Achtstundentag. Berlin 1927.
- mit Heinrich Schreiner, Jacob Walcher und Eduard Weckerle: Das rote Gewerkschaftsbuch. Berlin 1932 (Online auf der Webseite der Gruppe Arbeiterpolitik).
- mit Willy Brandt, Irmgard Enderle, Stefan Szende und Ernst Behm: Zur Nachkriegspolitik der deutschen Sozialisten. Stockholm 1944.
- Was sind Gewerkschaften. Stockholm 1945.